# Lida Braniš
Lida Braniš (Zagreb, 8. prosinca 1927. – Petrova Gora, kraj Vojnića, ~1994.), hrvatska filmska montažerka.
Rođena je i odrasla u Zagrebu. Kći je Vojte Braniša akademskog kipara, dugogodišnjeg voditelja Škole za Umjetnost i obrt u Zagrebu i Drage r. Krištof. Bila je jedna od najvećih hrvatskih montažerki svoga doba čija su ostvarenja tijekom nekoliko desetljeća obilježavala i određivala smjer i kvalitetu hrvatskoga filma.
Neka od najpoznatijih ostvarenja u čijem stvaranju je sudjelovala su i: Breza, Sinji Galeb, Lisice, Predstava Hamleta u Mrduši Donjoj i druga.

## Filmografija
- "Sinji Galeb" (1953.)
- "Milioni na otoku"(1955.)
- "Vincent iz Kastva" (dokumentarni) (1956.)
- "Govor pokoljenja : Pokoljenja govore : Jugoslavenska enciklopedija " (dokumentarni) (1957.)
- "Prokleti praznik" (dokumentarni) (1958.)
- "Boje sanjaju" (dokumentarni) (1958.)
- "Košnice : Slikovnica pčelara : Košnice pune smijeha " (dokumentarni) (1958.)
- "Skulptor i materija" (dokumentarni) (1959.)
- "Deveti krug"(1960.)
- "Brod plovi u Zagreb"(1961.)
- "Sudar na paralelama"(1961.)
- "Potraga za zmajem"(1961.)
- "Moj stan" (dokumentarni) (1962.)
- "Ljudi na točkovima" (1963.)
- "Sedmi kontinent"(1966.)
- "Breza"(1967.)
- "Dnevnik Očenašeka" (tv serija) (1968.)
- "Gravitacija ili fantastična mladost činovnika Borisa Horvata"(1968.)
- "Čvor" (1969.)
- "Hitch… Hitch… Hitchcock " (dokumentarni) (1969.)
- "Lisice" (1969.)
- "Jedanaesta zapovijed" (1970.)
- "Poštar s kamenjara (Zadnja pošta Donji dolac)" (dokumentarni) (1971.)
- "Mirisi zlato i tamjan" (1971.)
- "Nek se čuje i naš glas" (1971.)
- "Mala seoska priredba" (1971.)
- "Specijalni vlakovi" (1972.)
- "Putovanje" (1972.)
- "Vuk Samotnjak" (1972.)
- "Kužiš stari moj" (1973.)
- "Predstava Hamleta u Mrduši Donjoj" (1973.)
- "Kapetan Mikula Mali" (1974.)
- "Hotelska soba" (1975.)
- "Jelenko" (tv serija) (1980.)